# Mihai Tican Rumano
Mihai Tican (Berevoești, 1895-Bucarest, 1967) fue un escritor, coleccionista de arte y viajero rumano, que vivió en Argentina y España.

## Biografía
Nacido en la localidad rumana de Berevoești en 1895, emigró joven a Argentina y luego a España. Coleccionista de arte y autor de diversas obras en rumano y castellano, falleció el 20 de marzo de 1967 en Bucarest y fue enterrado en el cementerio de Bellu.